# Рубини, Рафаэле
Рафаэле Джованни Рубини (итал. Raffaele Rubini; 19 октября 1817 , Бриндизи, Апулия — 13 апреля 1890, там же) — итальянский математик, педагог, профессор.

## Биография
Сын торговца шелком. 
Учился в Неаполе, где в 1844 году получил диплом по математике и архитектуре.
Профессор механики в неаполитанской военно-морской школе и рациональной механики в неаполитанском университете. Поддержал Революцию 1848—1849 годов в Неаполитанском королевстве из-за чего ему пришлось оставить преподавание.
До 1859 г. преподавал частным образом, когда его призвали возглавить кафедру рациональной механики в Королевском колледже Марины в Неаполе.
С 1862 г. – профессор алгебры университета Неаполя.
В дополнение к своей деятельности в качестве математика Рубини также занимался живописью, музыкой и поэзией на достаточно высоком уровне, что принесло ему много поклонников среди современников .
Член-корреспондент в течение пяти десятилетий Королевской академии физико-математических наук Неаполя, также был членом Академии Севильи, академии Понтаниана и почётным членом Академии физико-математических наук Брюсселя.
Плодовитый автор учебников для средних школ и университетов, получивших признание во всей Италии, а также за рубежом. 
С 1851 г. издал ряд математических учебников, образовавших к 1873 г. полный курс математики. В периодических изданиях были напечатаны — в «Annali di Matematica pura ed applicata» (Tortolini etc.): «Jacobi, numero d. tangenti doppie» (II, 1851), «Luogo geom. d. equaz. r2=mu2+nu2, riferita a coord. polari» (IV, 1853), «Teoremi relat. alle superf. d. 2. graduo» (V, 1854); в «Giornale di Matematiche» (Napoli): «Teoria d. funzioni ellitt.» (I, 1863), «Formola di trasform. nella teoria d. determin.» (XVI, 1878), «Esercizii d’integraz. col calcolo dei simboli d’operazione» (XIX, 1881); в «Rendiconti della Reale Accademia delle Scienze fisiche e matematiche di Napoli»: «Int. ad nn’assertiva di Boole int. ai defetti d. met. di Euler p. l’integraz. p. serie» (XIX, 1880) и др.

## Память
- После его смерти город Бриндизи установил в его честь памятник.